# ロバート・マッカーサー
ロバート・ヘルマー・マッカーサー(Robert Helmer MacArthur、1930年4月7日 - 1972年11月1日) は個体群生態学研究に大きな影響を与えたアメリカ合衆国の生態学者。
マッカーサーはマルボロ大学から学士を、ブラウン大学から数学の修士を1953年に取得した。G・イブリン・ハッチンソンの学生として1958年にイェール大学で博士号を取得した。彼の博士論文はニューヨークの針葉樹林に生息する5種のムシクイの生態的地位の分割であった。1958年から1965年までペンシルベニア大学の教授、1965年から1972年までプリンストン大学の生物学教授を務めた。彼はニッチ分割理論の発展に大きな役割を果たした。E.O.ウィルソンと共に執筆した『島の生物地理学の理論』は、生物地理学分野を変革し、群集生態学を動かし、現代的な景観生態学を発展させた。彼の仮説検証を重視する姿勢は、主に記述学であった生態学を実証的な分野へと変え、理論生態学への発展を促した。ウィルソンによれば彼は「かなりの数学的才能を持っており、それをたぐいまれな創造性、確固たる目的意識、それに自然界、鳥類、そして科学全般にたいする愛情といったものに結び付ける術を知っていた」。またマッカーサーは物理学者であったロバート・メイを生物学に転向させるきっかけを与えた。
プリンストン大学でマッカーサーは集団生物学のモノグラフの主幹編集者を務め、学術誌『Theoretical Population Biology』の創刊を助けた。1969年にアメリカ科学アカデミーの会員に選ばれた。1972年に『Geographical Ecology: Patterns in the Distribution of Species（地理生態学：種の分布のパターン）』を出版した。しかし同年、肝臓ガンのため42歳で死去した。
アメリカ生態学会は彼を称え、ロバート・H・マッカーサー賞を創設した。1983年に始まり、1984年からは2年に一度、生態学の発展に寄与した人物に贈られている。

## 参考
- Fretwell, Stephen D. 1975. The Impact of Robert MacArthur on Ecology.  Annual Review of Ecology and Systematics 6:1-13
- Pianka, E. R. and H. S. Horn. 2005. Ecology's Legacy from Robert MacArthur. Chapter 11 (pp. 213–232) in K. Cuddington and B. Biesner, eds. "Ecological Paradigms Lost: Routes of Theory Change." Elsevier Academic Press.
- Robert H. MacArthur